# 九羽见血飞
九羽见血飞（学名：Mezoneuron enneaphyllum）为豆科见血飞属的植物。分布在马来西亚、斯里兰卡、缅甸、印度以及中国大陆的西南、云南、广西等地，生长于海拔600米的地区，常生于山坡、山脚灌丛或疏林中，目前尚未由人工引种栽培。